# 阿蒂拉 (女神)

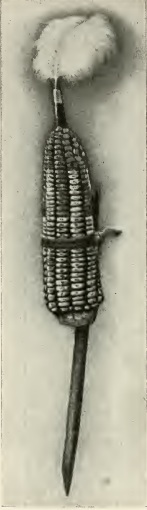
該符號用於波尼的後代，在儀式中代表女神阿蒂拉

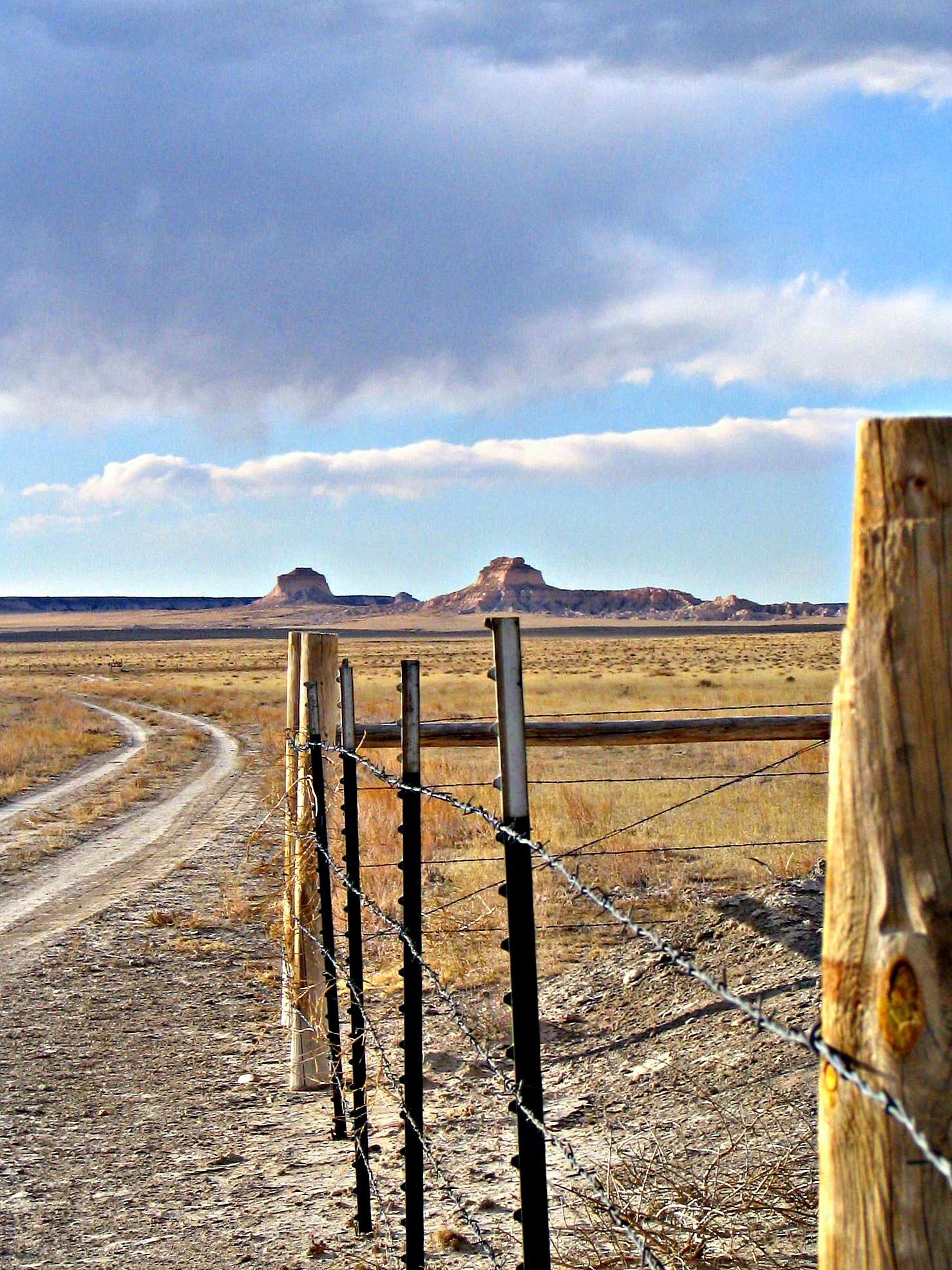
波尼比尤特（Pawnee Butte），崇拜阿蒂拉的波尼部落的故鄉。

阿蒂拉（Pawnee「atíraʼ'」ətíɾəʔ），字面意思是「我們的母親」或「母親（呼格）」，是美洲原住民波尼部落文化。
她是造物主神蒂拉瓦的妻子。她在塵世展現的形象是玉米，象徵著大地母親賦予的生命。
女神在一個名為「哈科」（Hako）的儀式中受到尊敬。儀式使用塗成藍色的玉米穗來代表天空，並用白色的羽毛代表雲作為阿蒂拉的象徵。
她的女兒是烏蒂·希亞塔，她教波尼人如何製作工具和種植食物。

## 遺產
- 163693 阿蒂拉：以阿蒂拉的名字命名，是已知的第一顆軌道完全在地球軌道內側的小行星[11]。
- 阿蒂拉山脈：以阿蒂拉的名字命名的金星山脈[12]。
- 阿蒂拉被列入朱迪·芝加哥的晚宴的遺產樓層中列出的女性[13]。